# У меня мало друзей
Boku wa Tomodachi ga Sukunai (яп. 僕は友達が少ない Боку-ва томодати-га сукунай, У меня мало друзей) — серия ранобэ Ёми Хирасаки, выходившая с 2008 по 2015 годы. Всего было выпущено 11 томов издательством Media Factory под лейблом MF Bunko J. На основе ранобэ были выпущены несколько манг и аниме адаптаций, игровой фильм, а также визуальная новелла. На русском языке манга издаётся под названием «У меня мало друзей» компанией XL Media.

## Сюжет
После того как Кодака Хасэгава переводится в новую школу, ему трудно завести друзей. Однако он встречает Ёдзору Микадзуки, в этом смысле очень похожую на него, и вдвоём они решают организовать «Клуб соседей» (яп. 隣人部 Риндзимбу), группу для людей, у которых мало друзей.

## Персонажи
Кодака Хасэгава (яп. 羽瀬川 小鷹 Хасэгава Кодака) — главный герой. Новый ученик в школе Св. Хроники; ввиду внешности и вызываемой ею репутации у него нет друзей. Наиболее уравновешенный среди членов клуба, а также обладающий достаточными социальными навыками, однако его необычный цвет волос (натуральный блондин), унаследованный от его покойной матери-англичанки, заставляет одноклассников думать, что он хулиган и распространять о нём ложные слухи. Из-за подобных же проблем в прошлом, Кодака привык к дракам и вполне способен постоять за себя.

Основные персонажи, слева направо: Ёдзора и Сэна (передний план), Мария и Кодака (средний план), Рика, Юкимура и Кобато (задний план).

Его отец работает в США, поэтому Кодака заботится о себе и своей младшей сестре Кобато самостоятельно. В детстве он часто переезжал с места на место, из-за чего не может похвастаться большим количеством воспоминаний о доме и дружбе. Изначально он не понял, что они с Ёдзорой были в детстве друзьями, пока семья Кодаки не переехала. В 18 томе истории признался в чувствах Рике, но получил отказ, после чего стал встречаться с Юкимурой.
Ёдзора Микадзуки (яп. 三日月 夜空 Микадзуки Ёдзора) — жестокая и эгоистичная девушка-брюнетка, которая говорит, что она понимает и уважает задир, но возмущается, когда её саму так называют. Тяжёлый характер отталкивал потенциальных желающих стать её друзьями до тех пор, пока она не встречает Кодаку. Она склонна к физическому насилию по отношению к Сэне и часто спорит с последней, постоянно манипулирует Марией, которую обманом заставляет предоставить комнату для клуба, а также Юкимурой, одурачив которую, заставляет работать в клубе в качестве косплей-служанки. Единственный человек, которого она не может оскорбить и как-то им манипулировать — это Рика, которая принимает любое оскорбление и возвращает его в виде грязной шутки; в результате Ёдзора просто предпочитает делать то, что говорит Рика, чем спорить.
Она — подруга детства Кодаки, хотя в то время он считал её мальчиком и называл её «Сора», а она, в свою очередь, называла его «Така». В день, когда Кодака уезжал, она собиралась надеть юбку и открыть ему то, что она девочка, но не смогла из-за смущения. Кодака узнал её после того, как она коротко постригла волосы из-за того, что концы были опалены фейерверком на фестивале. Она питает к Кодаке романтические чувства, что проявляется в смущении и проявлениях ревности, которые она старается маскировать.
Сэна Касивадзаки (яп. 柏崎 星奈 Касивадзаки Сэна) — блондинка из богатой семьи, дочь директора школы, демонстративно не любит всё «обычное». Она привлекательна и хорошо учится, но из-за высокомерия женская часть школы её недолюбливает. Их восхищение минует её, как бы ей этого не хотелось, мужская же часть класса используется ей в качестве слуг, хотя многие из них хотели бы стать её бойфрендом. Тем не менее, она считает, что Кодака много лучше остальных парней. Кодака же считает её самым странным членом клуба, так как она способна вызвать отвращение и странные взгляды не только со стороны Ёдзоры и Кобато, но даже у Юкимуры и Рики.
Она любит играть в видеоигры, включая эроге и симуляторы свиданий, отчасти потому, что они позволяют ей завести подруг, пусть и виртуальных. После попытки клуба научиться дружбе по симуляторам свиданий стала их фанатом и играет в симуляторы дни напролёт. Она восхищается девушками в этих играх, кроме того ей нравится Кобато. Ёдзора называет её «Мясо» (яп. 肉 Niku) из-за большого размера груди; это оскорбительное прозвище втайне нравится Сэне, так как это первое полученное ею прозвище вообще. Она также является потенциальной девушкой Кодаки, так как они несколько раз были вместе на «свиданиях». Впоследствии выясняется, что она тоже является подругой детства Кодаки, а также то, что они с Кодакой помолвлены. Во втором сезоне 11 серии она при всех призналась Кодаке. В 16 томе манги Кодака ответил на её чувства отказом.
Юкимура Кусуноки (яп. 楠 幸村 Кусуноки Юкимура) — этот персонаж в начале истории занимался тем, что следил за Кодакой. «Его» первая встреча с членами клуба вызвала сомнения по поводу пола, так как «его» уверения (фальшивые, её пол был безоговорочно раскрыт в пятом томе) в том, что «он» мужчина, противоречили явной женственности внешности. Наивная и легковерная студентка с низкой самооценкой была уверена, что Кодака является романтичным и мужественным преступником, живущим по собственным правилам, как ему того хочется, и потому желала стать его подчинённым, чтобы стать менее женственной под его влиянием, однако она похоже также влюблена в него. Так как у неё не складываются отношения с окружающими и она была восхищена Кодакой, Юкимура и стала членом клуба соседей, чтобы научиться быть более сильной у своего кумира. В итоге Ёдзора заставила носить её костюм служанки под тем предлогом, что настоящий «мужчина» должен выглядеть как мужчина даже в таком виде. Она называет Кодаку «аники» и склонна выполнять все его пожелания в экстремальном виде, как например, когда Кодака попросил приносить для Марии здоровую пищу, Юкимура принесла протеиновый коктейль и силой заставила Марию выпить его весь.
Кобато Хасэгава (яп. 羽瀬川 小鳩 Хасэгава Кобато) — младшая сестра Кодаки, ученица средней школы, но тем не менее тоже вступает в клуб. Она очень близка с братом, фактически у неё «комплекс брата», когда она чувствует, что ей уделяется недостаточно внимания (по её мнению), она становится ревнивой и буквально вцепляется в Кодаку. Кобато воспринимает Марию как соперницу в этом плане, и потому часто с ней ссорится. Также несмотря на то, что она старше, её грудь меньше, чем у Марии, о чём последняя не устаёт напоминать, подливая масла в огонь.
После просмотра аниме «Цельнометаллический Некромант» она увлекается мрачными и тёмными вещами, а также вампирами. В результате она часто говорит в показной нарочитой манере и утверждает, что она является «Рейсис V Фелисити Сумераги» — древним вампиром, прожившим десять тысяч лет, но эта маска быстро спадает, когда она возбуждена эмоционально и начинает говорить с сильным акцентом острова Кюсю. На самом деле её поведение не слишком отличается от поведения обычной девочки: она откладывает выполнение домашнего задания на потом, не выходит на улицу в жару и так далее. Когда Кодака указывает на это, то она смущается и выходит из придуманного образа. Кроме того, она не сильна в математике, её словарный запас весьма ограничен, что приводит к частому неправильному употреблению слов.
В 10 серии 2 сезона выясняется, что она довольно популярна среди учеников средней школы, и что у неё нет друзей только потому, что она сама отвергает все попытки других школьников подружиться с ней.
Рика Сигума (яп. 志熊 理科 Сигума Рика) — ученица первого года в старшей школе, одарённый «сумасшедший учёный» и широко известная в определённых кругах гениальная изобретательница. Надеясь, что она принесёт славу школе, администрация позволяет ей пропускать уроки и предоставила отдельную лабораторию. Она была спасена Кодакой, который отнёс её в кабинет медсестры, когда она потеряла сознание при неудачном химическом эксперименте. Рика считает, что пока она была без сознания, её вполне могли изнасиловать, а значит Кодака спас её девичью честь. Поэтому, по её мнению, в благодарность она должна оказать ему равноценную услугу — отплатив ему сексом. Она присоединилась к клубу, чтобы быть ближе к Кодаке. В 12 серии аниме официально стали друзьями.
Несмотря на то, что в произведении достаточно сексуальных тем, Рика является наиболее прямолинейной в этом плане. Это ясно подчёркнуто в эпизоде, когда она описывает привлекательные стороны изнасилования Кодаке посреди ошеломлённого класса. У неё есть привычка подчёркивать сексуальный подтекст во всех возможных случаях, а также она считает нормальным превращать безобидные мысли в нечто извращённое. Она страстная потребительница сёнэн-ай додзинси и обожает этти с участием мехов из различных аниме. К её огромному сожалению, такого хентая почти никто не рисует. Также она была обрадована и возбуждена, когда Юкимура предложила заняться сексом с Кодакой (реальный пол Юкимуры не был на тот момент известен, и все считали «его» мальчиком). Рика гордится своим извращённым ходом мыслей и юмором, считая, что она была бы крайне скучной, если бы люди считали её только девочкой-гением.
Мария Такаяма (яп. 高山 マリア Такаяма Мариа) — десятилетняя девочка. Монашка, работник школы и куратор клуба соседей. Несмотря на то, что она является гением, она очень груба и незрела и обильно использует ругательства, когда раздражена. Её отношения с Кодакой становятся весьма похожими на таковые между братом и сестрой, к неудовольствию Кобато. Мария доверчива, чем пользуется Ёдзора, а также изредка Кобато, чтобы выиграть спор.
Пегас Касивадзаки (яп. 柏崎 天馬 Касивадзаки Пэгасасу) — отец Сэны, директор школы St. Chronica. Друг отца Кодаки, благодаря его вмешательству Кодака и Кобато смогли попасть в школу. Смущается по поводу необычного произношения собственного имени (обычно произносится как «Тэмма»). Постоянно ругает отца Кодаки, но лишь потому, что он ценит его как лучшего друга и таким образом стремится замаскировать свою привязанность к нему. Помимо этого он, похоже, стремится обручить Сэну и Кодаку, часто упоминая о том, что считает Кодаку мужчиной, «которому он может доверить Сэну». Предпочитает традиционную японскую одежду и плохо переносит алкоголь.
Стелла (яп. ステラ Сутэра) — дворецкий семьи Касивадзаки. Блондинка возрастом около двадцати лет, весьма квалифицирована как прислуга, хотя зачастую неожиданно прямолинейна и неуважительна по отношению к работодателю. В связи с этим, и внешним сходством с Сэной, Кодака первоначально принимает её за мать последней, однако в спин-оффе CONNECT выясняется, что она — её внебрачная старшая сестра. Также обладает привычкой шутить с невозмутимым выражением лица.
Кейт Такаяма (яп. 高山 ケイト Такаяма Кэйто) — старшая сестра Марии, пятнадцатилетняя монашка, которая выглядит немного старше своих лет. Как и её сестра, обладает отвратительными манерами, которые она демонстрирует через публичную отрыжку, пускание газов и чесание зада. Несмотря на своё обычное беззаботное поведение, она зачастую крайне беспокоится о Марии, и фактически страдает от комплекса сестры. В первом сезоне аниме фактически не присутствует, появившись лишь в 8-м эпизоде без упоминания имени. Появляется во втором сезоне аниме.

## Манга
В 2010 году стартовало две манга-адаптации оригинального ранобэ — основная Haganai: I Have No Friends и дополнительная Boku wa Tomodachi ga Sukunai+, издававшаяся до 3 августа 2012 года. Основная серия манги закончилась в 2021 году с выходом 20-го тома.

## Аниме
В 2011 году был анонсирован выход первой аниме-адаптации ранобэ. Её показ начался в октябре того же года. 11 января 2013 года в эфир вышла первая серия второго сезона аниме, получившего название Boku wa Tomodachi ga Sukunai NEXT. Каждая его серия называется так же, как популярные ранобэ.

## Игра
В 2012 году вышел визуальный роман для PlayStation Portable.